# Мови Філіппін

Калімантансько-філіппінське об"єднання
Сулавесійскі мови
Центрально-малайсько-полінезійські мови
Південнохальмахерсько-західноновогвінейські мови
Океанійські мови

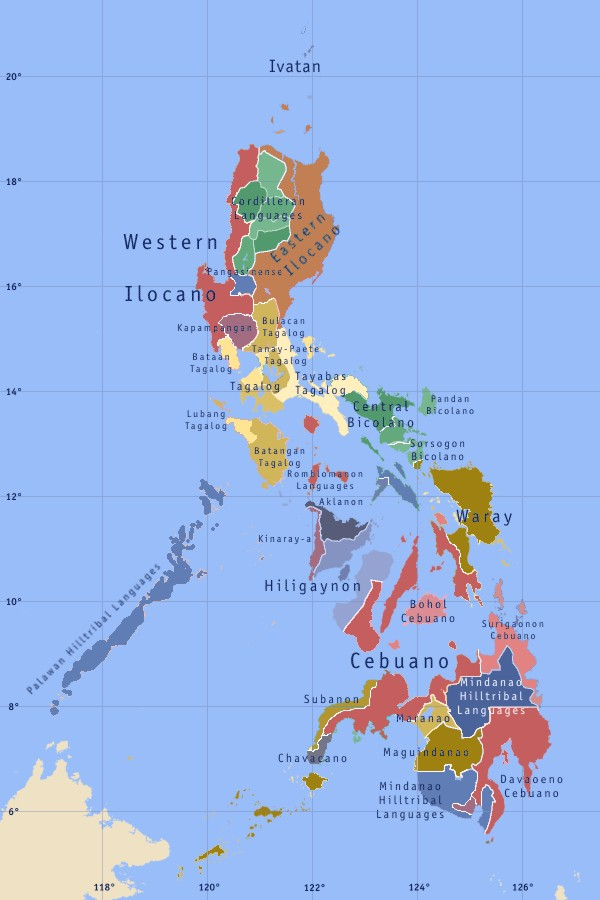
Основні етномовні групи Філіппін

Мови Філіппін — група від 120 до 175 мов (залежно від методу їх класифікації) австронезійської мовної сім'ї, малайсько-полінезійської підгрупи (зокрема філіппінської групи мов), поширені на Філіппінських островах та індонезійському острові Сулавесі. Розмовляють ними близько 90 млн осіб. Чотири мови вже більше не мають носіїв. З усіх цих мов, тільки дві вважаються офіційними, щонайменше 10 вважаються основними, а 8 мають статус допоміжних.

## Державні та офіційні мови
Іспанська була офіційною мовою в країні більш як три століття, і стала лінгва-франка на Філіппінах в XIX і початку XX століть. У 1863 році була запроваджена загальна освіта та безкоштовне державне навчання іспанською. Вона була також мовою філіппінської революції, і в 1899 проголошена офіційною мовою Першої Філіппінської Республіки. Національний герой Хосе Різал написав більшість своїх творів іспанською. Загалом 60 % населення на початку XX століття користувались іспанською як першою, другою або третьою мовою. Після американської окупації Філіппін і запровадження англійської мови, використання іспанської поступово скоротилося, особливо після 1940-х років.
Під час американської окупації та цивільного режиму, англійську почали викладати в школах. З 1901 державні заклади почали використовувати англійську мову, як мову навчання. У 1935 англійська конституційно стала офіційною мовою разом з іспанською. Положення в цій конституції також містили заклик Конгресу «вжити заходів до розробки й прийняття загальнонаціональної мови на основі однієї з існуючих рідних мов.» 12 листопада 1937 Перша Національна Асамблея заснувала Національний інститут іноземних мов, перед яким було поставлено завдання вибрати національну мову серед інших регіональних мов. Врешті-решт, 30 грудня 1937 базовою була обрана тагальська мова.
У 1939 році президент Мануель Л. Кесон перейменував тагальську мову на Wikang Pambansa (Національна мова). У 1959 році мову було ще раз перейменовано на піліпіньо секретарем освіти Хосе Ромеро. Конституція 1973 року оголосила піліпіньо офіційною мовою, поряд з англійською, і змінила її назву на філіпіно.
Конституція Філіппін, ратифікована в 1987 році, затвердила філіппінську та англійську офіційними мовами країни. Філіппінська також вважається національною мовою, яка «мала б розвиватись і збагачуватись на основі філіпіно та інших мов». Хоч це прямо не зазначено в Конституції, філіппінська мова, на практиці майже повністю складається з тагальської, якою розмовляють у столиці Манілі, однак Університет Філіппін почав видавати словники філіппінської мови, в яку були також включені слова з різних філіппінських мов. Конституція також згадує іспанську та арабську мови, які повинні розвиватись на добровільній і факультативній основі.

## Мови корінних народів
Загалом в країні говорять на 171-й рідній мові. Окрім англійської, іспанської, філіпінської хоккієн, кантонської, мандарин і чавакано, всі мови належать до малайсько-полінезійських мов, абсолютна більшість з них — до запропонованої групи філіппінських мов. Є 13 мов корінних народів, які мають принаймні, один мільйон носіїв мови: таґалоґ, себуано, ілокано, гілігайнон, варай-варай, капампанґан (пампанґо), бікол, албай бікол, панґасінан, маранао, маґінданао, кінарай-а і таусуґ. Однією або кількома з них говорять більш ніж 90 % населення.

## Порівняння лексики основних філіппінських мов
| Українська                                       | один    | два    | три    | чотири  | особа  | дім    | собака | кокос   | день  | новий | ми               | що        | і   |
| Англійська                                       | one     | two    | three  | four    | person | house  | dog    | coconut | day   | new   | we (inclusive)   | what      | and |
| ------------------------------------------------ | ------- | ------ | ------ | ------- | ------ | ------ | ------ | ------- | ----- | ----- | ---------------- | --------- | --- |
| Іватан Ivatan                                    | asa     | dadowa | tatdo  | apat    | tao    | vahay  | chito  | niyoy   | araw  | va-yo | yaten            | ango      |     |
| Ілокано Ilokano                                  | maysa   | dua    | tallo  | uppat   | tao    | balay  | aso    | niog    | aldaw | baro  | datayo           | ania      |     |
| Панґасінан Pangasinan                            | sakey   | duara  | talora | apatira | too    | abong  | aso    | niyog   | agew  | balo  | sikatayo         | anto      |     |
| Ібанаґ Ibanag                                    | tadday  | dua    | tallu  | appa'   | tolay  | balay  | kitu   | inniuk  | aggaw | bagu  | sittam           | anni      |     |
| Ґадданґ Kalinga (Gaddang)                        | tata    | addwa  | tallo  | appat   | tolay  | balay  | atu    | ayog    | aw    | bawu  | ikkanetem        | sanenay   |     |
| Капампанґан Kapampangan                          | metung  | adwa   | atlu   | apat    | tau    | bale   | asu    | ngungut | aldo  | bayu  | ikatamu          | nanu      |     |
| Тагалоґ Tagalog                                  | isa     | dalawa | tatlo  | apat    | tao    | bahay  | aso    | niyog   | araw  | bago  | tayo, kamí, kata | ano       | at  |
| Бікол Standard Bikol                             | saro    | duwa   | tulo   | apat    | tawo   | harong | ayam   | niyog   | aldaw | ba-go | kita             | ano       |     |
| Рінконада Бікол Rinconada Bikol (Iriga Bicolano) | usad    | darawa | tulo   | upat    | tawo   | baloy  | ayam   | niyog   | aldow | bago  | ngamin           | ono       |     |
| Ромбломанон Romblomanon                          | isa     | duha   | tuyo   | upat    | tawo   | bayay  | ayam   | niyog   | adlaw | bag-o | kita, aton       | ano       | kag |
| Бантоанон Bantoanon                              | usa     | ruha   | tuyo   | upat    | tawo   | bayay  | iro    | nidog   | adlaw | bag-o | kita, ato        | ni-o      |     |
| Онган Inunhan (Onhan)                            | isya    | darwa  | tatlo  | apat    | tawo   | balay  | ayam   | niyog   | adlaw | bag-o | kita, taton      | ano       |     |
| Кінарай-а Kinaray-a                              | sara    | darwa  | tatlo  | apat    | taho   | balay  | ayam   | niyog   | adlaw | bag-o | kita, taten      | ano, iwan | kag |
| Гіліґайнон Hiligaynon                            | isa     | duha   | tatlo  | apat    | tawo   | balay  | ido    | lubi    | adlaw | bag-o | kita             | ano       | kag |
| Себуано Cebuano                                  | usa     | duha   | tulo   | upat    | tawo   | balay  | iro    | lubi    | adlaw | bag-o | kita             | unsa      | og  |
| Суріґао-нон Surigao-non                          | isa     | duha   | tuyo   | upat    | tao    | bayay  | idu    | Nijog   | adlaw | bag-o | kami             | unu       |     |
| Варай-варай Waray-Waray                          | usa     | duha   | tulo   | upat    | tawo   | balay  | ayam   | lubi    | adlaw | bag-o | kita             | ano       |     |
| Тболі T'boli                                     | sotu    | lewu   | tlu    | fat     | tau    | gunu   | ohu    | lefo    | kdaw  | lomi  | tekuy            | tedu      |     |
| Таусуґ Tausug                                    | hambuuk | duwa   | tu     | upat    | tau    | bay    | iru'   | niyug   | adlaw | ba-gu | kitaniyu         | unu       |     |
| Чавакано Chavacano                               | uno     | dos    | tres   | cuatro  | gente  | cása   | pérro  | coco    | día   | nuevo | nosotros         | cosá/ qué |     |